# Vụ đánh bom xe buýt mini Kuşadası 2005
Đánh bom xe buýt mini Kuşadası diễn ra vào ngày 16.7.2005, khi một xe buýt nhỏ chở người dân địa phương và khách du lịch của thị trấn "Ladies Beach" phát nổ tại Kuşadası, Thổ Nhĩ Kỳ. Năm người (bốn phụ nữ và một người đàn ông) đã thiệt mạng trong vụ nổ.
Nhóm phiến quân người Kurd PKK ban đầu bị nghi ngờ thực hiện vụ đánh bom trên nhưng họ từ chối mọi cáo buộc từ Ankara. Kẻ tình nghi đã bị bắt giữ tại İstanbul vào ngày 08.4.2006.

## Liên kết
- Ülkümen Rodoplu MD, Jeffrey Arnold MD, Gürkan Ersoy MD. "Study: Terrorism in Turkey" (PDF). Prehospital and Disaster Medicine, Department of Medicine, University of Wisconsin–Madison. Bản gốc (PDF) lưu trữ ngày 28 tháng 5 năm 2008. Truy cập ngày 31 tháng 5 năm 2008.{{Chú thích web}}:  Quản lý CS1: nhiều tên: danh sách tác giả (liên kết)